# Повітряний вимикач

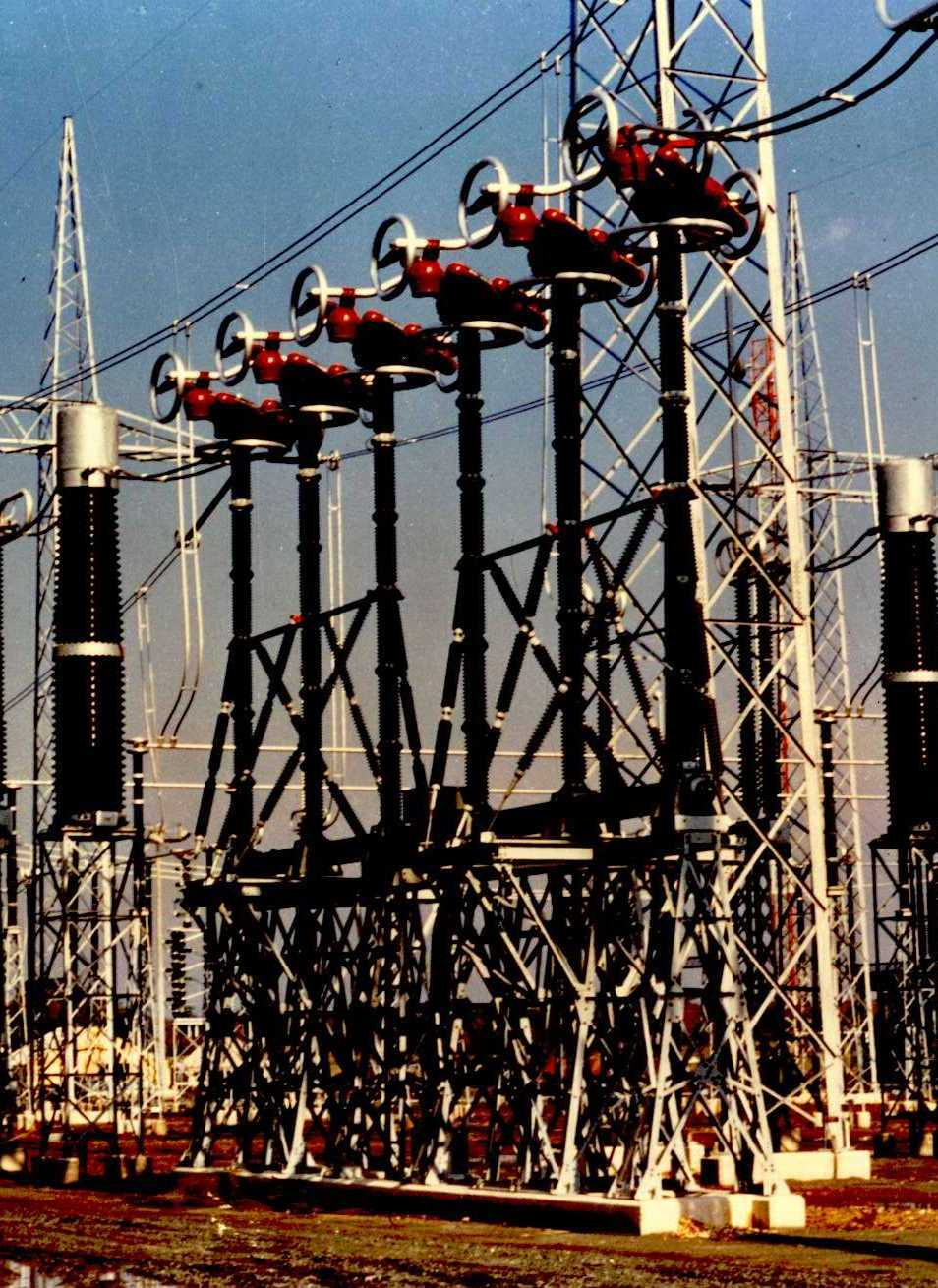

Повітряний вимикач (англ. air-blast switch) — високовольтний вимикач, у якого гасіння електричної дуги і переміщення контактів відбувається потоком стисненого повітря, яке створюється окремим пристроєм (на відміну від автогазового вимикача — тут гази для дугогасіння створюються всередині самого апарату). Відповідно до ГОСТ 687-78:
Вимикач повітряний: Вимикач, в якому дуга утворюється в потоці повітря високого тиску.

## Класифікація повітряних вимикачів
Повітряні вимикачі поділяються на:
- за конструктивним виконанням:
  - вимикачі з відокремлювачем;
  - вимикачі без відокремлювача.
- за призначенням:
  - розподільчі — номінальна напруга до 750кВ, номінальний струм — до 3200А, здатність відключення — 40 — 50кА;
  - генераторні — номінальна напруга до 25кВ, номінальний струм — до 20кА, здатність відключення — до 160кА.

## Додаткові елементи для повітряних вимикачів
Оскільки повітряний вимикач не здатний самостійно створювати потік стисненого повітря, то його роботи необхідні такі додаткові елементи:
- Пристрій створення стисненого повітря — компресор;
- Система пневмопроводів;
- Пристрій зберігання стисненого повітря — ресивер

Повітряні вимикачі повинні містити такі пристрої: а) манометр, що показує тиск повітря у резервуарі вимикача (полюса, елемента полюса);
б) реле мінімального тиску або електроконтактний манометр (один або, якщо потрібно, два) з контактами, що забезпечують подачу сигналу про зниження тиску нижче за допустимий, а також розрив відповідних ланцюгів управління; за наявності у вимикачі електроконтактного манометра манометр за перерахуванням а) не потрібен;
в) запірний вентиль, що встановлюється на загальному повітропроводі вимикача (полюса);
г) зворотний клапан, що перешкоджає виходу стисненого повітря з резервуара (або резервуарів) вимикача при зниженні тиску в повітропроводі, що підводить (магістралі);
д) фільтр для очищення повітря, що надходить у вимикач;
е) покажчик дії вентиляції (за її наявності); при застосуванні талькових дроселів продування наявність покажчика дії вентиляції необов'язково;
ж) пристрій для зливу води з нижньої частини резервуару (резервуарів) та випуску повітря.

## Принцип роботи повітряного вимикача
Гасіння дуги в повітряному вимикачі може відбуватися як поздовжнім так і поперечним рухом повітря. Кількість контактних розривів на одному полюсі залежить від номінального напруги вимикача. Паралельно дугогасним контактам зазвичай підключається шунтуючий опір для полегшення гасіння дуги.
Принципи роботи механізмів у вимикачах з відокремлювачем і без відокремлювача дещо відрізняється.
- У вимикачах з відокремлювачем  дугогасні контакти з'єднані з поршнями в контактно-поршневий механізм. Послідовно з дугогасними контактами увімкнений відокремлювач. Дугогасні контакти з відокремлювачем утворюють полюс вимикача. У включеному стані вимикача дугогасні контакти та відокремлювач замкнуті. При подачі сигналу на відключення, спрацьовує електромагнітний пневмоклапан, який відкриває пневмопровід і повітря від розширювача (ресивера), впливає на поршні дугогасних контактів. Контакти розмикаються і дуга, що виникає, гаситься потоком повітря, потім відключається відокремлювач, розриваючи залишковий струм. Час подачі повітря розраховується так, щоб дуга, що виникла, була гарантовано погашена. Як тільки подача повітря припиняється, дугогасні контакти повертаються у ввімкнений стан, а розрив ланцюга забезпечується розімкненим відокремлювачем. Конструктивно відокремлювач може бути виконаний відкрито — така конструкція зазвичай застосовується у вимикачах до 35 кВ. У вимикачах на більшу номінальну напругу відокремлювачі виготовляються у вигляді повітронаповнених камер. Прикладом вимикача з відокремлювачем може бути вимикач ВВГ-20 (СРСР).

- У вимикачах без відокремлювача дугогасні контакти виконують роль як дугогасіння та і розриву ланцюга у відключеному стані (функції відокремлювача).

У конструкції вимикачів без відокремлювача застосовуються повітрянаповнені камери (резервуари) з розміщеними всередині них дугогасними пристроями. Привод контактів відокремлений від середовища, що гасить дугу. Контакти можуть бути виконані одно- та двоступінчастими.

## Перевага повітряних вимикачів
- Дуже висока відключаюча здатність та швидке її відновлення при автоматичному повторному включенні;
- Велика кількість циклів спрацьовування;
- Пневматичний привід як відключення, так і включення, не залежний від наявності на підстанції оперативного струму, що дозволяє за наявності тиску в пневмосистемі включити повністю знеструмлену підстанцію;
- Повітряні вимикачі давно експлуатуються в енергосистемах країн колишнього СРСР (серед них Україна) та країн колишнього «соцтабору», відповідно є великий досвід їх експлуатації та ремонту;
- Ремонтопридатність (особливо в порівнянні з елегазовими вимикачами).

## Недоліки повітряних вимикачів
- Необхідність наявності розвиненої пневмосистеми та компресорного обладнання;
- Сильний шумовий ефект при відключенні струмів короткого замикання
- Великі габарити (особливо в порівнянні з елегазовими вимикачами), що викликає великі розміри ВРУ.

## Експлуатація
Особливості повітряних вимикачів зумовлюють їх застосування на потужних вузлових підстанціях і об'єктах генерації, де потрібна дуже висока відключаюча здатність і її швидше відновлення, а великі габарити вимикача і складність його пневмосистеми не грають ролі.
У світі цей тип вимикачів переважно використовується в енергосистемах країн колишнього СРСР (серед них Україна) та країн колишнього «соцтабору» (у мережах 35 кВ та вище). Є світова тенденція заміни повітряних вимикачів на елегазові і вакуумні вимикачі починаючи з 1960-х років.